# Вісенте Герреро
Вісенте Рамон Герреро Сальданья (ісп. Vicente Ramón Guerrero Saldaña; 10 серпня 1782, Тістла, Герреро, Мексика — 14 лютого 1831, Куїлапан, Оахака, Мексика) — мексиканський революціонер і політичний діяч, один з лідерів повстанського руху у війні за незалежність Мексики (1810—1821), командував партизанськими загонами. Президент Мексики протягом 1829 року.

## Життєпис

Військові дії Герреро

Народився в містечку Тистла за 100 км від Акапулько вглиб континенту в Південній Сьєрра-Мадре. Мати — Марія де Гуадалупе Салданья (ісп. María de Guadalupe Saldaña), африканського походження. Батько — Педро Герреро (ісп. Pedro Guerrero), метис. Був частково африканського, частково філіппінського, частково метиського походження. Описується як високий чоловік з орлиним профілем.
Приєднався до революційної боротьби проти іспанського панування під керівництвом Мігеля Ідальго-і-Костільї 1810 року. Коли того розгромили, командував тисячами повстанців у місті Оахака. Після розстрілу і наступника Ідальго Хосе Марії Морелоса, 1815 року командування повстанськими загонами взяли Вісенте Герреро і Гуадалупе Вікторія.
Відправлений знищити загін Герреро Аґустін де Ітурбіде перейшов на його бік і проголосив спільно з ним 1821 року «Ігуальський план» (ісп. Plan de Iguala, від назви міста Ігуала), або «План трьох гарантій». Після підсумкового завоювання Мексикою незалежності Герреро виступав за встановлення республіканської форми правління, і коли Ітурбіде, (якого в Ігуалі він називав «великодушним вождем» і «батьком нації») 1823 року проголосив себе імператором Агустіном I, виступив проти нього.
Від 1 квітня до 17 грудня 1829 року обіймав посаду президента Мексики. Поки в Мексиці не було партій і їх роль виконували масонські ложі, належав до більш ліберального Йоркського статуту; примикав до лівого крила лібералів («пурос»). В період його президентства прийнято закон, що скасовує рабство. Він також розгромив при Тампіко іспанців, які намагалися відновити своє панування.
Повалений внаслідок державного перевороту в грудні 1829 року і приходу до влади консерваторів на чолі з Анастасіо Бустаманте. Пішов у гори і продовжував боротьбу, але був обманом захоплений у полон і розстріляний.
Дід мексиканського письменника і політичного діяча Вісенте Ріва Паласіо.